# Witaliý Kafanow
Witaliý Witaliyewiç Kafanow (kasachisch Виталий Витальевич Кафанов Witali Witaljewitsch Kafanow; * 24. Mai 1960 in Aşgabat) ist ein ehemaliger turkmenisch-kasachischer Fußballtorwart und nunmehriger -trainer.

## Karriere

### Als Spieler

#### Verein
Kafanow begann seine Karriere in seiner Heimatstadt beim Drittligisten Kolchostschy Aşgabat. Zur Saison 1987 wechselte er zum ebenfalls drittklassigen PFK Sokol Saratow in den russischen Teil der Sowjetunion. Nach zwei Jahren und 21 Drittligaeinsätzen in Saratow kehrte der Torhüter zur Saison 1989 nach Aşgabat zum inzwischen Köpetdag genannten Verein zurück. Nach zwei weiteren Spielzeiten beim Verein schloss er sich zur Saison 1991 dem Zweitligisten Uralmasch Jekaterinburg an. Dort kam er in der letzten Saison vor dem Zerfall der Sowjetunion zu 14 Einsätzen.
Nach dem Zerfall wechselte Kafanow zur Saison 1992 nach Kasachstan zum FK Qairat Alma-Ata. In zwei Jahren in Almaty kam er zu 72 Einsätzen in der Premjer-Liga, 1992 wurde er zudem mit Qairat zum ersten kasachischen Meister. Zur Saison 1994 wechselte er innerhalb der Liga zu Jelimai Semei. Mit Jelimai wurde er sowohl 1994 als auch 1995 Meister. Zur Saison 1996 kehrte er wieder nach Turkmenistan zurück und ließ seine Karriere noch bei Nisa Aşgabat ausklingen, ehe er sie 1999 beendete. Dort wurde er auch noch zweimal Meister.

#### Nationalmannschaft
Kafanow, der zu jenem Zeitpunkt in Alma-Ata unter Vertrag stand, spielte nach dem Zerfall der Sowjetunion im Juli 1992 erstmals für die kasachische Nationalmannschaft. Für diese absolvierte er 1992 insgesamt sechs Testspiele. Im Mai 1996 kam er in zwei Pflichtspielen für sein Heimatland Turkmenistan zum Einsatz.

### Als Trainer
Nach seinem Karriereende wurde Kafanow zur Saison 2000 in Russland beim Zweitligisten Kristall Smolensk Torwarttrainer von seinem Landsmann und ehemaligen Trainer bei Nisa, Gurban Berdiýew. Nach dessen Wechsel zu Rubin Kasan wurde Kafanow bis Saisonende interimistisch Cheftrainer des Zweitligisten. Unter seiner Führung holte Kristall fünf Siege in 15 Partien und beendete die Saison als Zehnter. Nach Saisonende folgte Kafanow zur Saison 2002 Berdiýew nach Kasan und wurde dort ebenfalls Torwarttrainer. In Kasan wurden die Turkmenen sowohl 2008 als auch 2009 Meister. Insgesamt stand Kafanow Berdiýew in über 470 Partien zur Seite, ehe das Trainerteam Kasan im Dezember 2013 verließ. Zwischen 2011 und 2012 war Kafanow zudem Torwarttrainer im russischen B-Nationalteam. Im Februar 2014 wurde er Torwarttrainer von Juri Krasnoschan im kasachischen Nationalteam. Diesen Posten hatte er bis zur Trennung von Kranoschan mit Jahresende 2015 inne.
Im Dezember 2014 wurde er zudem von Berdiýew zu dessen neuem Verein geholt, dem FK Rostow. Dort blieb er diesmal auch nach dem Rücktritt Berdiýews im August 2016. Nachdem Berdiýew allerdings im Juni 2017 ein zweites Mal Trainer in Kasan wurde verließ Kafanow Rostow ebenfalls und kehrte ebenfalls nach Kasan zurück. Im März 2019 wurde Kafanow wieder von Rostow abgeworben und dort als Co-Trainer von Waleri Karpin installiert. Nachdem Karpin im Juli 2021 als russischer Nationaltrainer präsentiert worden war, wurde er zusätzlich auch noch Torwarttrainer im Nationalteam Russlands. In Rostow blieb er auch unter Karpins Nachfolger Juri Sjomin Co. Nach dessen Rücktritt wurde er im Oktober 2021 Cheftrainer von Rostow. Nach sieben Partien im Amt, von denen Rostow eine gewann, wurde Kafanow im März 2022 wieder von Karpin abgelöst und erneut dessen Co-Trainer.